# Francisco Clavel Gil
Francisco Clavel Gil (* 3. Dezember 1935 in Tlacotepec) ist ein mexikanischer Geistlicher und emeritierter Weihbischof in Mexiko.

## Leben
Der Erzbischof von Mexiko, Miguel Darío Kardinal Miranda y Gómez, weihte ihn am 29. Juni 1959 zum Priester.
Papst Johannes Paul II. ernannte ihn am 27. Juni 2001 zum Titularbischof von Macomades und Weihbischof in Mexiko. Der Erzbischof von Mexiko, Norberto Kardinal Rivera Carrera, spendete ihm am 15. August desselben Jahres die Bischofsweihe; Mitkonsekratoren waren Giuseppe Bertello, Apostolischer Nuntius in Mexiko, und Onésimo Cepeda Silva, Bischof von Ecatepec.
Papst Franziskus nahm am 28. Mai 2013 seinen altersbedingten Rücktritt an.